# Дебют Краба
Дебют краба — фланговый дебют начинающийся с ходов:
1.а4 е5
2.h4
Назван так из-за того, что ходы а4 и h4 похоже на клешни краба. Это дебют можно сыграть и за чёрных 1.е4 а5 2.d4 h5.
Современная теория считает дебют критичным. Он не способствует развитию белых фигур, борьбы за центр и теряет два темпа. Однако, у хода 2.h4 есть плюс, он предотвращает ход 2...Qh4. По статистике белые побеждают в 39 %, чёрные 57 % и в ничью 4 %.

## Примеры
1-0
.d3 {4:59} h5 {4:56} 2.Nf3 {4:57} Rh6 {4:55} 3.c3 {4:54} a5 {4:52} 4.Bxh6 {4:49} Nxh6 {4:51} 5.e4 {4:39} d5 {4:49} 6.Nd4 {4:34} Bg4 {4:46} 7.f3 {4:24} Bc8 {4:22} 8.Be2 {4:13} e5 {4:21} 9.Nb5 {4:03} dxe4 {4:19} 10.fxe4 {3:56} Ra6 {4:10} 11.N5a3 {3:51} Rb6 {4:05} 12.Bxh5 {3:42} Bxa3 {4:00} 13.bxa3 {3:36} g6 {3:59} 14.Be2 {3:29} Bg4 {3:55} 15.Qa4+ {3:25} Nc6 {3:50} 16.h3 {3:19} Bxe2 {3:48} 17.Kxe2 {3:14} Rb2+ {3:40} 18.Ke3 {3:06} b5 {3:29} 19.Qd1 {2:58} b4 {3:17} 20.Qc1 {2:54} bxa3 {3:05} 21.Nxa3 {2:50} Rxg2 {3:02} 22.Nb5 {2:43} Qg5+ {2:53} 23.Kf3 {2:39} Rg3+ {2:46} 24.Ke2 {2:24} Rg2+ {2:39} 25.Kf1 {2:13} Qd2 {2:27} 26.Nxc7+ {2:08} Kd7 {2:22} 27.Rb1 {1:59} Qf2# {2:21}